# Ragvaldsträsket
Ragvaldsträsket är en sjö i Skellefteå kommun i Västerbotten och ingår i Bureälvens huvudavrinningsområde. Sjön har en area på 1,29 kvadratkilometer och ligger 54 meter över havet. Sjön avvattnas av vattendraget Hjåggbölebäcken. Vid provfiske har bland annat abborre, braxen, gers och gädda fångats i sjön.

## Delavrinningsområde
Ragvaldsträsket ingår i det delavrinningsområde (717843-174048) som SMHI kallar för Utloppet av Ragvaldsträsket. Medelhöjden är 78 meter över havet och ytan är 8,48 kvadratkilometer. Räknas de 3 avrinningsområdena uppströms in blir den ackumulerade arean 35,05 kvadratkilometer. Hjåggbölebäcken som avvattnar avrinningsområdet har biflödesordning 2, vilket innebär att vattnet flödar genom totalt 2 vattendrag innan det når havet efter 34 kilometer. Avrinningsområdet består mestadels av skog (43 procent), öppen mark (15 procent) och jordbruk (22 procent). Avrinningsområdet har 1,28 kvadratkilometer vattenytor vilket ger det en sjöprocent på 15,1 procent.

## Fisk
Vid provfiske har följande fisk fångats i sjön:
- Abborre
- Braxen
- Gärs
- Gädda
- Gös
- Löja
- Mört
- Nors